# Campionati di calcio non ufficiali della Serbia
I campionati di calcio non ufficiali della Serbia (in lingua serba: Nezvanična prvenstva Srbije u fudbalu) rappresentano campionati nazionali non riconosciuti dalla federazione calcistica della Serbia.

## Campionato di Belgrado (1920—1922)
Subito dopo la fine della prima guerra mondiale non fu organizzato alcun campionato nazionale. Il primo campionato nel Regno dei Serbi, Croati e Sloveni fu organizzato solo nel 1923, ma, nel frattempo, vi erano competizioni all'interno delle sottofederazioni calcistiche. La prima sottofederazione sul territorio della Serbia è stata la quella di Belgrado, fondata nel 1920, seguita da quella di Subotica (1922) e quella di Novi Sad (1930).
Il campione della sottofederazione di Belgrado può essere considerato il campione non ufficiale della Serbia nel periodo dal 1920 al 1922, dato che i club di altre città della Serbia non hanno potuto competere con i club della capitale in questo triennio.
| Stagione | Vincitore    | Secondo         | Terzo         |
| -------- | ------------ | --------------- | ------------- |
| 1920     | BSK Belgrado | Jugoslavija     | BUSK Belgrado |
| 1920-21  | BSK Belgrado | Jugoslavija     | BUSK Belgrado |
| 1921-22  | Jugoslavija  | Vardar Belgrado | BSK Belgrado  |

## Campionato della Serbia (1939—1941)
Nel 1939, la Federcalcio jugoslava decise, su pressione della sottofederazione di Zagabria, di cambiare il format dei campionati: vennero fondate la lega serba e la lega croato-slovena e le tre migliori di ciascuna lega si sarebbero qualificate per il campionato nazionale. Nella stagione successiva, nel 1940-41, le leghe furono tre (serba, croata e slovena) e si svolsero regolarmente, ma il campionato nazionale non fu disputato per cause di forza maggiore: il 6 aprile 1941 le potenze dell'Asse cominciarono l'Invasione della Jugoslavia.
Il campionato serbo è stato giocato da club provenienti da Belgrado e dalle banovine del Danubio, della Morava, della Drina, del Vrbas, del Vardar e della Zeta.
| Stagione | Vincitore    | Secondo     | Terzo            |
| -------- | ------------ | ----------- | ---------------- |
| 1939-40  | BSK Belgrado | Jugoslavija | Slavija Sarajevo |
| 1940-41  | BSK Belgrado | Jugoslavija | Vojvodina        |

## Campionato della Serbia (1941—1944)
Le competizioni calcistiche sono continuate anche durante la seconda guerra mondiale, principalmente a livello locale ed il campionato meglio organizzato era quello di Belgrado. Un tentativo di preparare un torneo che coprisse tutto il territorio serbo è stato fatto nel 1943, ma è fallito a causa del conflitto mondiale. Nel 1945, le autorità della Jugoslavia socialista dichiararono non valide tutte le competizioni giocate durante la seconda guerra mondiale.
| Stagione | Vincitore         | Secondo           | Terzo              |
| -------- | ----------------- | ----------------- | ------------------ |
| 1941-42  | SK 1913           | BSK Belgrado      | Jedinstvo Belgrado |
| 1942-43  | BSK Belgrado      | SK 1913           | Obilić             |
| 1943-44  | Torneo interrotto | Torneo interrotto | Torneo interrotto  |

## Campionato di Belgrado 1945 e Campionato della Serbia 1946
Il Campionato di Belgrado 1945 e quello di Serbia 1946 furono le qualificazioni per la Prva Liga 1946-1947, nuova massima divisione del campionato jugoslavo. Il vincitore del 1946 è stato a lungo considerato il campione non ufficiale della Serbia. Le federazioni calcistiche di Serbia e Croazia hanno riconosciuto la legittimità dell'eredità di questi campionati nazionali e, nel maggio 2019, la commissione legale della FSS ha ufficializzato il titolo di campione dello Stato alla Stella Rossa.
| Stagione | Vincitore        | Secondo        | Terzo            |
| -------- | ---------------- | -------------- | ---------------- |
| 1945     | Metalac Belgrado | Stella Rossa   | FK Belgrado      |
| 1946     | Stella Rossa     | Železničar Niš | Metalac Belgrado |